# قلعه هوندو
قلعه هوندو (به ژاپنی: 本渡城) یک قلعه ژاپنی واقع در استان کوماموتو، در بالای تپه‌ای در نزدیکی شهر آماکوسا واقع است. این قلعه از قرن شانزدهم بر جا مانده است. موزه مسیحیان آماکوسا در بخشی از این قلعه قرار
گرفته است.